# H-1 Gniewko
H-1 Gniewko – polski uniwersalny holownik projektu B860, zaprojektowany w Polsce i zbudowany w stoczni Remontowa Shipbuilding w Gdańsku jako druga jednostka z serii sześciu zamówionych dla Marynarki Wojennej. Wszedł do służby w 2020 roku.

## Budowa i służba
Wodowanie i chrzest odbył się 6 marca 2019, matka chrzestną była dyrektor Szkoły Podstawowej Nr 17 im. wiceadmirała Józefa Unruga w Gdyni Monika Małyszko. 23 stycznia 2020 holownik wyszedł w morze na pierwsze próby morskie. 15 kwietnia 2020 holownik został włączony w skład 3 Flotylli Okrętów Marynarki Wojennej. Pierwszym dowódcą jednostki został chor. mar. Patrycjusz Goryl.

## Dane taktyczno - techniczne
Holownik ma 29,2 m długości i szerokość wynoszącą 10,4 m. Wyporność holownika wynosi 490 ton, natomiast uciąg jest szacowany na ponad 35 ton. Jednostkę napędzają dwa silniki wysokoprężne, każdy o mocy 1200 kW, pracujące na dwa pędniki azymutalne. Załoga holownika liczy 10 ludzi. Holownik nie będzie prowadził działań wyłącznie holowniczych w strukturach sił Marynarki Wojennej. Inne zadania to: podejmowania z wody materiałów niebezpiecznych i torped, transport osób i zaopatrzenia oraz neutralizacja zanieczyszczeń. Dodatkowo: przy wsparciu akcji ratowniczych, wsparciu logistycznym na morzu i w portach oraz wykonywaniu działań związanych z ewakuacją techniczną. Ostatnim z wykonywanych przez holowników zadań jest zabezpieczenie bojowe.